# TM-1-14 356mm列車砲
TM-1-14 356mm列車砲（ロシア語：356-мм железнодорожная установка ТМ-1-14）は、ソビエト連邦の火砲である。

## 概要
本砲は第二次世界大戦においてソ連が運用した火砲としては最大の口径を誇る。
1913年に設計が行われたTM-1-14は元々沿岸砲として開発されたものであったが、その長射程を買われてロシア帝国海軍のイズミール（もしくはボロジノ）級巡洋戦艦（en）の主砲として採用された。
ソビエト連邦の成立に伴いロシア帝国海軍の既存戦艦の多くは廃艦となり、未完成であったイズミール級戦艦も建造中止となりスクラップとなったが、その際に回収された356mm砲身が列車砲として再利用されることになった。こうして1931年に本砲が生産された。
ソ連の取り扱う列車砲の中でも最も重く、運用が難しいものであったが、他の列車砲同様バルト海沿岸の防備に充てられた後、レニングラード包囲戦に徴用されるという運用史を辿った。